# OptiPNG
OptiPNG ist ein freies Kommandozeilenprogramm, um Rastergrafiken im PNG-Format verlustfrei zu komprimieren. Außerdem kann es die Integrität von PNG-Dateien prüfen, Metadaten wiederherstellen und andere Rastergrafikformate (BMP, GIF, TIFF, PNM) nach PNG wandeln.
Als Weiterentwicklung von pngcrush optimiert auch OptiPNG die Deflate-Kompression der IDAT-Blöcke, die die eigentlichen Bilddaten enthalten, durch Ausprobieren verschiedener Vorfilter und Parameter des Kompressionsverfahrens. PNG-Dateien, die von den meisten der gängigen Bildbearbeitungsprogramme nicht daraufhin optimiert erzeugt werden, können dadurch in der Regel deutlich verkleinert werden, ohne die Bildinformation zu verfälschen (siehe Verlustfreie Kompression).
Zusätzlich sind auch besonders effektive verlustbehaftete Kompressionsmethoden auswählbar, mit denen Farbmodell, Farbpaletten und Bittiefen verändert werden können, ohne zusätzliche Bearbeitungsschritte oder Programme wie pngrewrite.
OptiPNG wird in der Programmiersprache C entwickelt und als freie Software unter der zlib/libpng-Lizenz veröffentlicht.
Die erste Version (Version 0.0) wurde am 10. Dezember 2001 veröffentlicht.
Es wird unter anderem von Google Page Speed verwendet, einer Erweiterung für Mozilla-basierte Webbrowser zur Optimierung von Webseiten-Performance.
Mittlerweile gibt es eine modifizierte Version namens rOptiPng, die auch die Dateien aus mehreren Verzeichnisse rekursiv auf einmal abhandeln kann.
Für Macs mit Mac OS X Snow Leopard 10.6 und Intel-Prozessoren ist inzwischen die grafische Benutzeroberfläche PNGPress für OptiPNG verfügbar.
Für Computer mit Windows (98, 2000, XP, Server 2003, Vista, 7) ist die grafische Benutzeroberfläche OptiPNG-UI verfügbar, die das Kommandozeilenprogramm bereits enthält.
Für die Freeware-Bildbearbeitungssoftware Paint.NET ist ein Plugin verfügbar, das die komprimierte Speicherung ermöglicht.